# HMS Upholder (1940)
HMS Upholder (N.99) – brytyjski okręt podwodny typu U z okresu II wojny światowej. Jednostka, wraz z załogą dowodzoną przez kmdr ppor. Malcolma Davida Wanklyna, była najbardziej skutecznym brytyjskim okrętem podwodnym w czasie II wojny światowej.

## Historia budowy
HMS „Upholder” był jednym z dwunastu okrętów podwodnych drugiej serii typu U, których budowę rozpoczęto jeszcze w 1939 roku. Były to proste w konstrukcji niewielkie jednostki, zaprojektowane początkowo jako okręty treningowe. W czasie II wojny światowej znaczna część okrętów typu U działała na Morzu Śródziemnym.
Budowę HMS „Upholder” rozpoczęto 30 października 1939 roku w stoczni koncernu Vickers-Armstrongs w Barrow-in-Furness. Początkowo otrzymał oznaczenie P.37, ostatecznie jednak jego numerem taktycznym był N.99. Wodowanie odbyło się 8 lipca 1940 roku, zaś wejście do służby w Royal Navy niemal równo rok po rozpoczęciu budowy, 31 października 1940 roku. Dowództwo okrętu objął kpt. mar. M.D. Wanklyn (od 1 lutego 1941 roku awansowany do stopnia kmdr ppor.).

## Opis konstrukcji
HMS „Upholder” miał nitowany kadłub o całkowitej długości 58,22 m i szerokości 4,9 m oraz wyporności na powierzchni 540 t zaś w zanurzeniu 730 t. Konstrukcyjna dopuszczalna głębokość zanurzenia wynosiła 60 m. Okręt posiadał napęd diesel-elektryczny. Stanowiły go dwa silniki elektryczne General Electric o łącznej mocy 825 KM, zasilane w energię elektryczną przez generatory (podczas pływania na powierzchni) napędzane dwoma silnikami wysokoprężnymi Davey-Paxman o łącznej mocy 615 KM lub z baterii akumulatorów (w zanurzeniu). Prędkość maksymalna wynosiła 11,25 węzła na powierzchni i 9 węzłów w zanurzeniu. Zapas paliwa do silników wysokoprężnych wynosił 41 ton, co zapewniało zasięg 4050 mil morskich przy prędkości 10 węzłów.
Główne uzbrojenie okrętu stanowiło sześć wyrzutni torped kal. 533 mm. Cztery z nich były umieszczone w przedziale dziobowym, z czterema torpedami zapasowymi, dwie pozostałe zaś w opływce na zewnątrz kadłuba nad stewą dziobową. Były one ładowane w porcie przed wypłynięciem na patrol i odpalane jako pierwsze. To rozwiązanie, zastosowane na trzech jednostkach prototypowych i czterech drugiej serii typu U nie okazało się być zbyt praktyczne, ponieważ fala dziobowa wytwarzana przez opływkę utrudniała obserwację peryskopową i przez to zmniejszała zdolności operacyjne okrętów.
Uzbrojenie artyleryjskie stanowiło działo kal. 76 mm na pokładzie przed kioskiem oraz dwa karabiny maszynowe Lewis kal. 7,7 mm montowane na podstawach w kiosku, z możliwością zdejmowania. Na wyposażenie nawigacyjne składały się dwa peryskopy: wachtowy i bojowy, żyrokompas, ASDIC oraz radiostacja ze składanym masztem antenowym.
Załoga okrętu składała się z 27 do 31 oficerów i marynarzy. Stan zapasów i warunki panujące na okręcie ograniczały czas trwania patrolu do 12 dni, jednak w warunkach wojennych czas ten niejednokrotnie wydłużano.

## Działalność operacyjna
Po okresie szkolenia załogi HMS „Upholder” został skierowany na Maltę, gdzie w grudniu 1940 roku dołączył do 10. Flotylli Okrętów Podwodnych dowodzonej przez komandora George'a W.G. Simpsona. Od stycznia 1941 roku do kwietnia 1942 roku okręt przeprowadził 25 patroli bojowych po Morzu Śródziemnym i okalających go wodach. Swój pierwszy sukces załoga HMS „Upholder” odniosła 25 kwietnia 1941 roku, topiąc włoski parowiec „Antonietta Lauro” o pojemności 5428 BRT. Już następnego dnia zatopiony został kolejny statek: niemiecki „Arta”.
Podobnie jak pozostałe okręty 10. Flotylli, HMS „Upholder” miał za zadanie zwalczanie komunikacji państw Osi na Morzu Śródziemnym, głównie zaś dostaw dla wojsk walczących w Afryce Północnej i na Bałkanach. 24 maja 1941 roku na południowy wschód od Cieśniny Mesyńskiej kmdr Wanklyn zaatakował duży konwój płynący z Neapolu do Trypolisu (cztery statki pasażerskie przewożące wojskowych w eskorcie trzech niszczycieli i trzech torpedowców). Dwie torpedy trafiły duży turbinowiec „Conte Rosso” (17 879 BRT), który zatonął z dużymi stratami wśród członków załogi i zaokrętowanych żołnierzy. Za ten atak i wcześniejsze sukcesy M.D. Wanklyn został odznaczony (jako pierwszy marynarz z okrętu podwodnego) najwyższym brytyjskim orderem wojennym: Krzyżem Wiktorii.
28 lipca 1941 roku torpeda wystrzelona z HMS „Upholder” uszkodziła włoski krążownik lekki "Giuseppe Garibaldi", wyłączając go na pewien czas z linii. Kolejnym dużym sukcesem kmdr Wanklyna było zatopienie 18 września 1941 roku dwóch niemal bliźniaczych włoskich motorowców „Neptunia” (19 475 BRT) i "Oceania" (19 507 BRT). Oba statki płynęły jako transportowce wojska z Tarentu do Trypolisu, z eskortą pięciu niszczycieli. „Neptunia”, trafiona przez dwie torpedy, zatonęła zaraz po ataku, zaś uszkodzona trzecią torpedą „Oceania” została wzięta na hol przez dwa okręty eskorty. W tym czasie załoga załadowała powtórnie wyrzutnie torpedowe HMS „Upholder” i okręt powrócił w pobliże konwoju, trafiając tym razem dwukrotnie, co spowodowało zatonięcie „Oceanii”. Ogółem na obydwu statkach zginęło 384 osoby.
9 listopada 1941 roku zatopiony został włoski niszczyciel „Libeccio” (typu Maestrale), biorący udział w akcji ratowania rozbitków ze zniszczonego wcześniej przez okręty nawodne Royal Navy konwoju. W grudniu 1941 roku kmdr Wanklyn odebrał w Londynie z rąk króla Jerzego VI Krzyż Wiktorii. Zaś 5 stycznia 1942 roku zatopił na północ od Sycylii włoski okręt podwodny „Ammiraglio St. Bon”. Kolejny okręt podwodny padł łupem załogi HMS „Upholder” 18 marca, gdy w pobliżu Brindisi storpedowany został „Tricheco”.
Ogółem w czasie 24 zakończonych sukcesem patroli bojowych HMS „Upholder” zatopił 12 statków o łącznej pojemności 91 024 BRT oraz niszczyciel i dwa okręty podwodne o łącznej wyporności standardowej 3976 ton. Stawia go to na pierwszym miejscu wśród jednostek brytyjskiej floty podwodnej działających w czasie II wojny światowej. Oprócz Victoria Cross dowódca okrętu za swe osiągnięcia był trzykrotnie (drugi i trzeci raz nadane pośmiertnie) odznaczony Distinguished Service Order.

## Zatopienie HMS „Upholder”
W kwietniu 1942 roku HMS „Upholder” wyszedł w rejon Trypolisu na 25. patrol bojowy, który miał być ostatnim przed planowanym powrotem do Wielkiej Brytanii na remont i modernizację okrętu, połączone z wypoczynkiem dla załogi. 12 kwietnia dowództwo 10. Flotylli przekazało rozkaz zajęcia pozycji umożliwiającej przechwycenie wykrytego konwoju, jednak radiostacja HMS „Upholder” nie potwierdziła odbioru. Ponieważ okręt nie powrócił do bazy w przewidywanym czasie, został uznany za utracony w akcji wraz z całą załogą.
Co do przyczyn zatonięcia jednostki, źródła wymieniają kilka teorii. Najbardziej rozpowszechnioną jest skuteczny atak bombami głębinowymi wykonany 14 kwietnia na północny wschód od Trypolisu przez włoski torpedowiec eskortowy „Pegaso” (typu Orsa) lub niemieckie samoloty z ZG.26, eskortujące konwój u wybrzeży Afryki. Inne wersje mówią o ataku niemieckich kutrów trałowych 14 kwietnia lub wejściu na nierozpoznane pole minowe 11 kwietnia.
Ogłaszając stratę okrętu Admiralicja odstąpiła od tradycyjnego suchego komunikatu, i poświęciła okrętowi i załodze specjalną wzmiankę, przypominając ich sukcesy odniesione w kampanii śródziemnomorskiej. Portret dowódcy okrętu zawisł w mesie oficerskiej w bazie okrętów podwodnych w Portsmouth, gdzie komandor Wanklyn służył przed przeniesieniem na Morze Śródziemne.